# Myxexoristops blondeli
Myxexoristops blondeli là một loài ruồi trong họ Tachinidae.